# Liste der Biografien/Dum
Liste der Biografien |
Portal Biografien |
Personensuche
# |
A |
B |
C |
D |
E |
F |
G |
H |
I |
J |
K |
L |
M |
N |
O |
P |
Q |
R |
S |
T |
U |
V |
W |
X |
Y |
Z |
?
 
Da |
Db |
Dc |
Dd |
De |
Dg |
Dh |
Di |
Dj |
Dk |
Dl |
Dm |
Dn |
Do |
Dq |
Dr |
Ds |
Du |
Dv |
Dw |
Dy |
Dz
 
Dua |
Dub |
Duc |
Dud |
Due |
Duf |
Dug |
Duh |
Dui |
Duj |
Duk |
Dul |
Dum |
Dun |
Duo |
Dup |
Duq |
Dur |
Dus |
Dut |
Duu |
Duv |
Duw |
Dux |
Duy |
Duz
Die Liste der Biografien führt alle Personen auf, die in der deutschsprachigen Wikipedia einen Artikel haben. Dieses ist eine Teilliste mit 348 Einträgen von Personen, deren Namen mit den Buchstaben „Dum“ beginnt.

## Dum
- Dum, Hans-Heinz (1906–1986), österreichischer NSDAP-Funktionär
- Dum, Manfred (* 1961), deutscher Fußballspieler
- Dum, Sascha (* 1986), deutscher FußballspielerSascha Dum (* 1986)

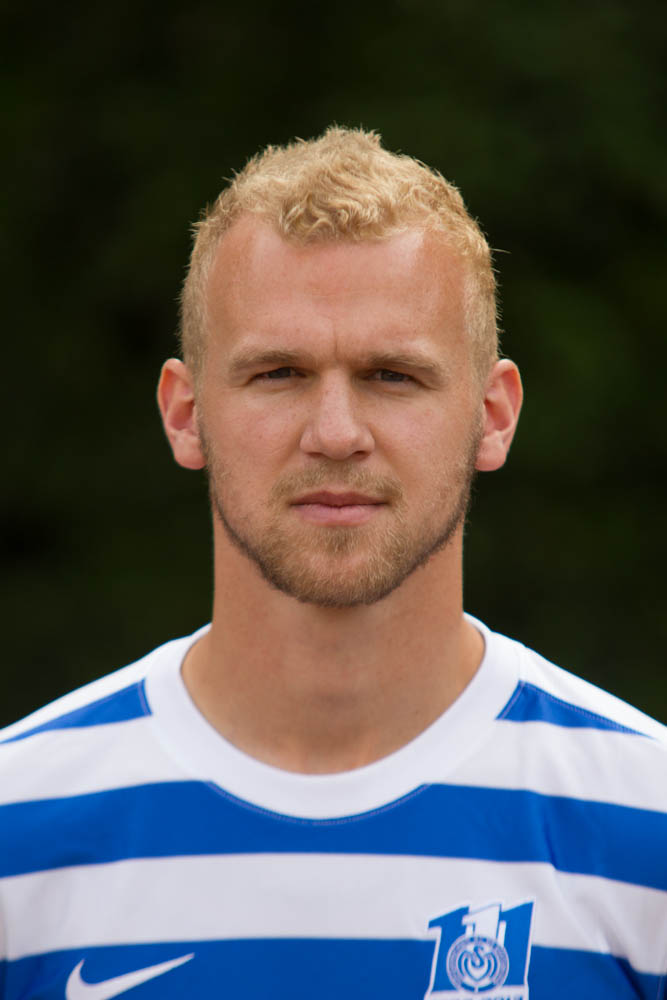
Sascha Dum (* 1986)

- Dum-Tragut, Jasmine (* 1965), österreichische Armenologin

### Duma
- Duma, Aurel (1919–1993), rumänischer Politiker (PCR)
- Duma, Christian (* 1982), deutscher Leichtathlet
- Duma, Dina (* 1991), mazedonische Drehbuchautorin und Filmregisseurin
- Duma, Ioan (1896–1981), römisch-katholischer Bischof
- Duma, Pawel (* 1981), kasachischer Eishockeyspieler
- Duma, Sbu (1985–2012), südafrikanischer Polospieler
- Duma, Wolodymyr (* 1972), ukrainischer Radrennfahrer
- Dumaine, Louis (1889–1949), US-amerikanischer Jazz-Trompeter
- DuMaine, Pierre (1931–2019), US-amerikanischer Geistlicher, römisch-katholischer Bischof von San Jose in California
- Dumais, Joseph (* 1870), kanadischer Journalist, Sprecherzieher und Komiker
- Dumais, Justin (* 1978), US-amerikanischer Wasserspringer
- Dumais, Laurent (* 1996), kanadischer Freestyle-Skisportler
- Dumais, Raymond (1950–2012), kanadischer Geistlicher, römisch-katholischer Bischof von Gaspé
- Dumais, Troy (* 1980), US-amerikanischer Wasserspringer
- Duman, Ayşenur (* 1999), türkische Skilangläuferin
- Duman, Feyyaz (* 1982), türkischer Schauspieler
- Duman, Güler (* 1967), türkische Sängerin der anatolischen VolksmusikGüler Duman (* 1967)

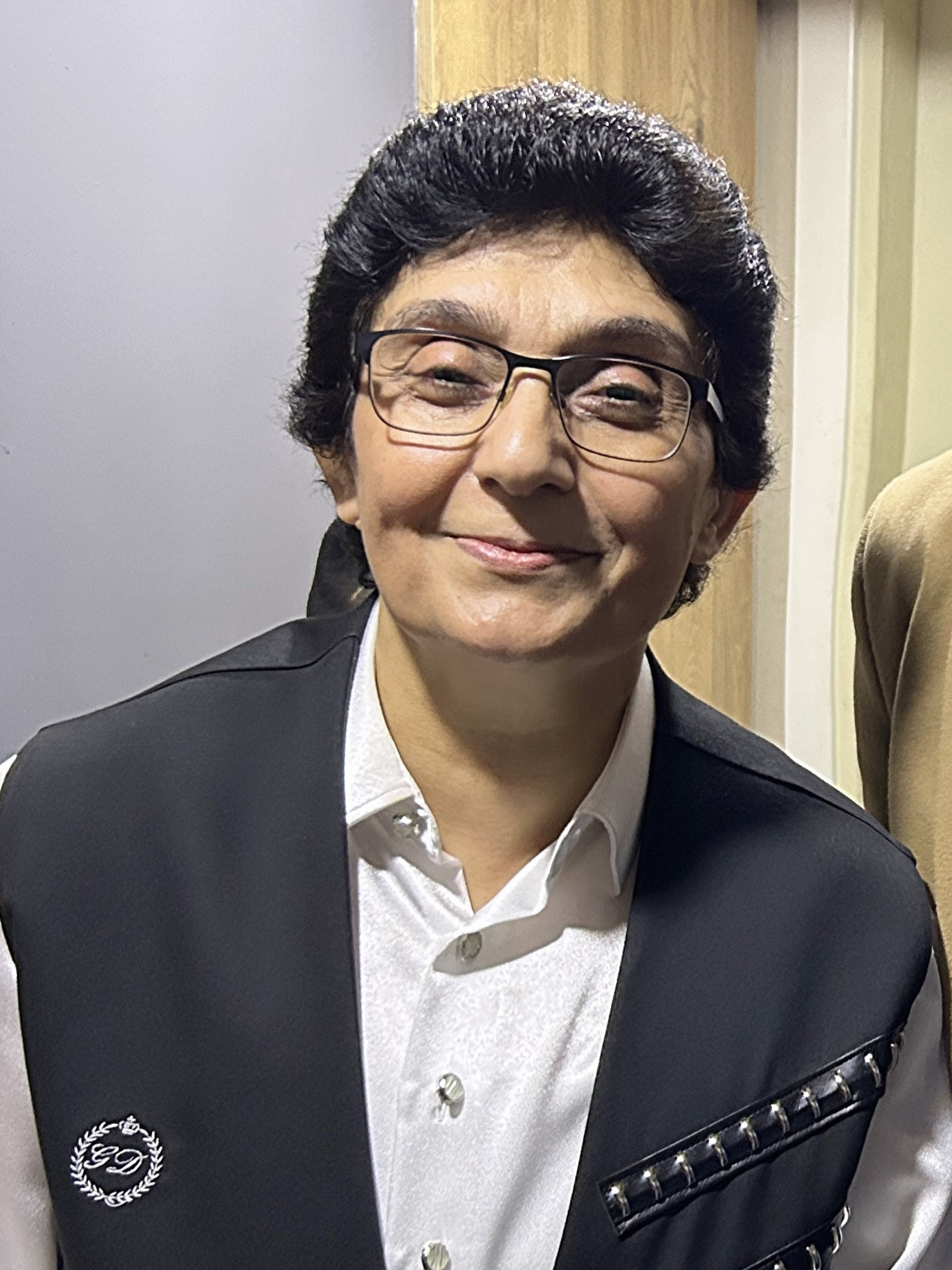
Güler Duman (* 1967)

- Duman, Hatice (* 1974), türkische Journalistin
- Duman, Taylan (* 1997), deutsch-türkischer Fußballspieler
- Duman, Yeşim, Kuratorin für Musik und Gesprächsformate, Workshops und Performances
- Dumančić, Beta (* 1991), kroatische Volleyballspielerin
- Dumanjan, Wiktor Chatschaturowitsch (1926–2004), sowjetisch-russischer Bildhauer
- Dumanlı, Ekrem (* 1964), türkischer Journalist
- Dumann, Conrad (1896–1985), deutscher Gebrauchsgrafiker und Illustrator
- Dumann, Manfred (* 1936), deutscher Politiker (CSU), MdL
- Dumanoir Le Pelley, Pierre (1770–1829), französischer Vizeadmiral
- Dumanoir, Charles, französischer Tanzmeister
- Dumanoir, Guillaume (1615–1697), französischer Komponist, Tanzmeister und Violinist
- Dumanoir, Philippe (1806–1865), französischer Theaterautor und Librettist
- Dumanska, Julija (* 1996), rumänisch-ukrainische Handballspielerin
- Dumanski, Anton Wladimirowitsch (1880–1967), sowjetischer Chemiker ukrainischer Herkunft und einer der Begründer der Kolloidchemie in der Sowjetunion
- Dumars, Joe (* 1963), US-amerikanischer Basketballspieler und -funktionär
- Dumart, Woody (1916–2001), kanadischer Eishockeyspieler
- Dumartheray, Anthony (* 1988), Schweizer Badmintonspieler
- Dumartheray, Ornella (* 1985), Schweizer Badmintonspielerin
- Dumas, Adolphe (1805–1861), französischer Dichter, Dramatiker und Provenzalist
- Dumas, Alexandre der Ältere (1802–1870), französischer SchriftstellerAlexandre Dumas der Ältere (1802–1870)

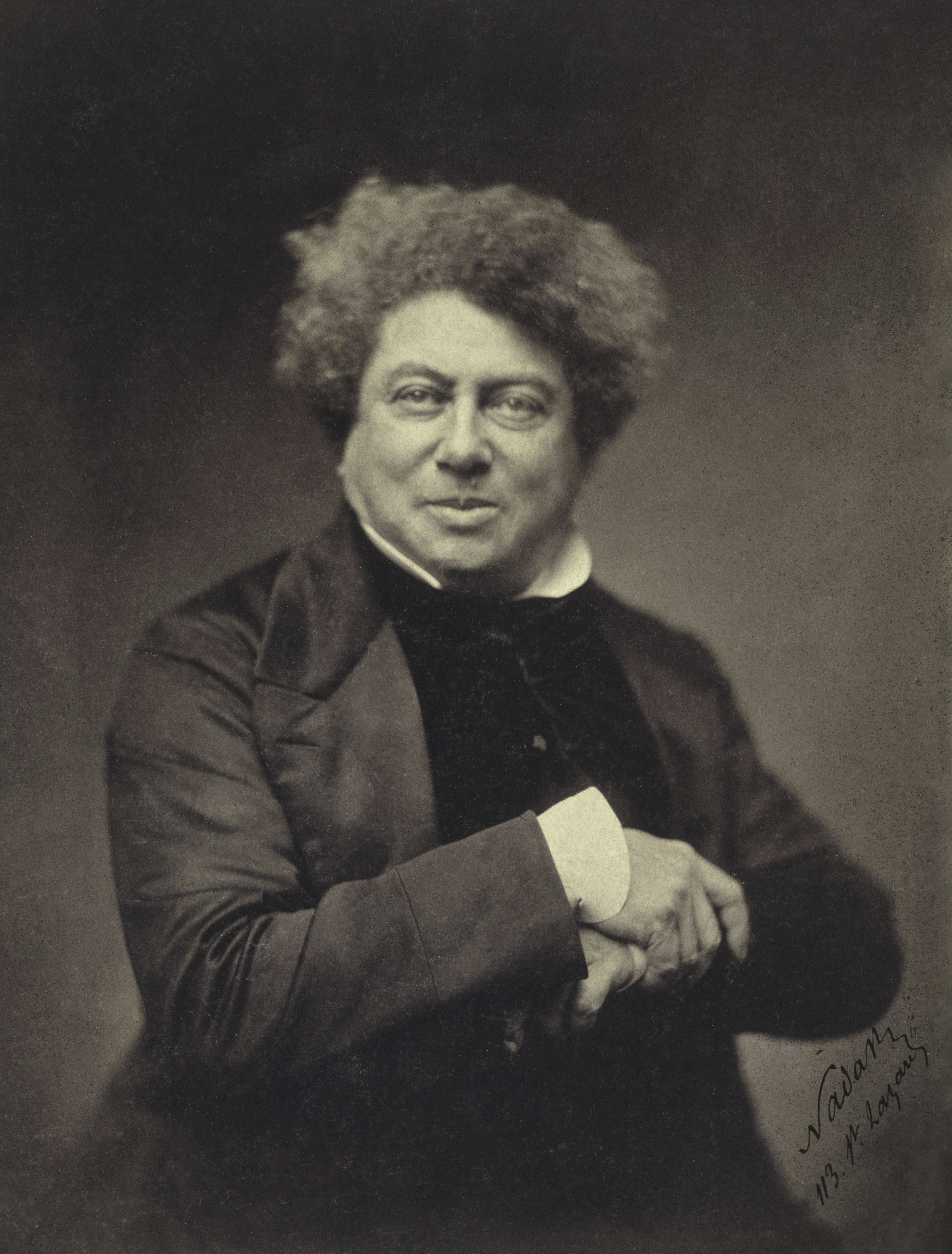
Alexandre Dumas der Ältere (1802–1870)

- Dumas, Alexandre der Jüngere (1824–1895), französischer Schriftsteller
- Dumas, Amy (* 1975), US-amerikanische Wrestlerin
- Dumas, André (1918–1996), französischer Pastor der Reformierten Kirche in Frankreich
- Dumas, Ann (* 1955), amerikanische Kunsthistorikerin
- Dumas, Charles (1937–2004), US-amerikanischer Leichtathlet
- Dumas, Fernand (1892–1956), Schweizer Architekt
- Dumas, Franck (* 1968), französischer Fußballspieler
- Dumas, Françoise (* 1960), französische Politikerin, Mitglied der Nationalversammlung
- Dumas, Frédéric (1913–1991), französischer Tauchsportler
- Dumas, Gaëlle (* 2003), haitianische Fußballspielerin
- Dumas, Gustave (1872–1955), Schweizer Mathematiker
- Dumas, Jacques (1926–1985), französischer Unterwasserarchäologe
- Dumas, Jean-Baptiste (1800–1884), französischer Chemiker
- Dumas, Jean-Louis (1938–2010), französischer Unternehmer
- Dumas, Jerry (1930–2016), US-amerikanischer Autor und Comiczeichner
- Dumas, Marlene (* 1953), südafrikanische Künstlerin
- Dumas, Matthieu (1753–1837), französischer General und Militärhistoriker
- Dumas, Nora (1890–1979), ungarisch-französische Fotografin
- Dumas, Philip (1868–1948), britischer Offizier und Diplomat
- Dumas, Pierre (1924–2004), französischer Politiker, Mitglied der Nationalversammlung und Senator
- Dumas, Pierre-André (* 1962), haitianischer Geistlicher, Bischof von Anse-à-Veau et Miragoâne
- Dumas, René-François (1753–1794), Politiker der Französischen Revolution
- Dumas, Roger (1897–1951), französischer Komponist
- Dumas, Roger (1932–2016), französischer Schauspieler und Songwriter
- Dumas, Roland (1922–2024), französischer Rechtsanwalt und Politiker
- Dumas, Romain (* 1977), französischer Automobilrennfahrer
- Dumas, Samuel (1881–1938), Schweizer Versicherungsmathematiker
- Dumas, Stéphane (* 1978), französischer Basketballspieler und -trainer
- Dumas, Thomas Alexandre (1762–1806), französischer GeneralThomas Alexandre Dumas (1762–1806)

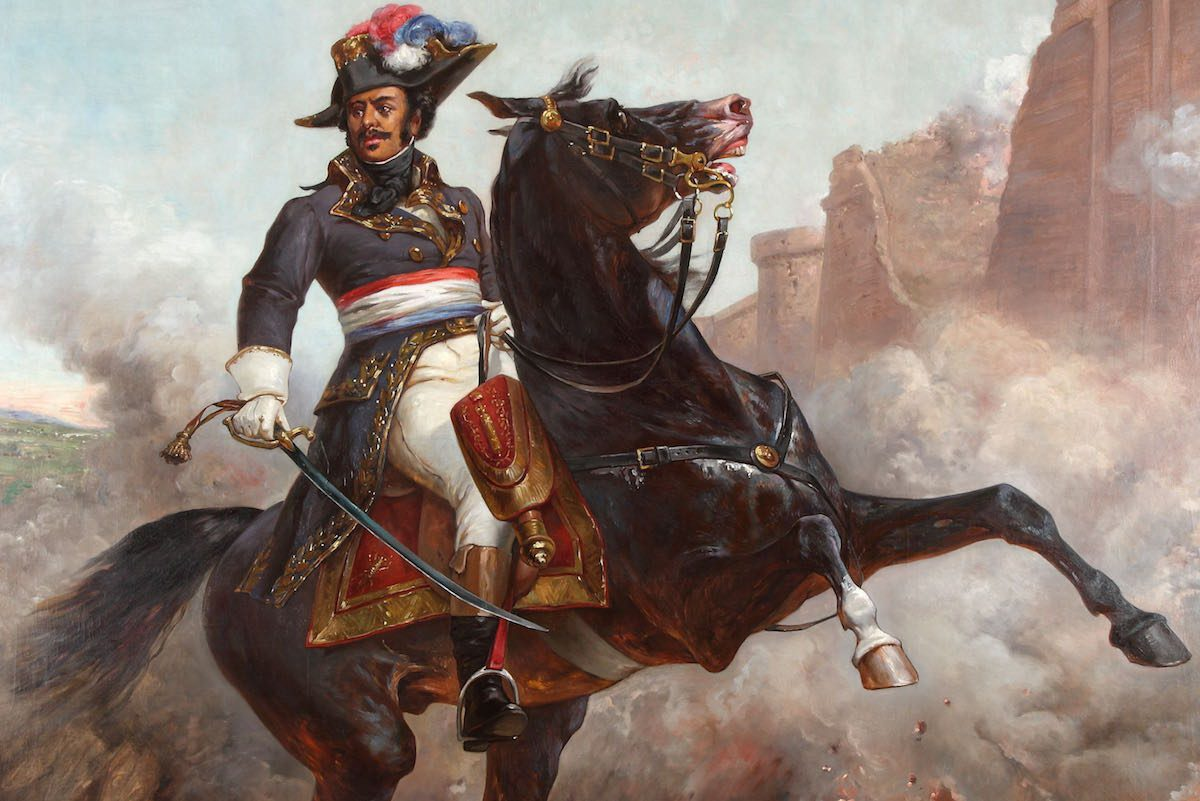
Thomas Alexandre Dumas (1762–1806)

- Dumas, Tony (* 1955), US-amerikanischer Jazz-Bassist
- Dumas, Vito (1900–1965), argentinischer Einhandsegler und Schriftsteller
- Dumas, William (* 1942), französischer Politiker, Mitglied der Nationalversammlung
- Dumaux, Christophe (* 1979), französischer Countertenor
- Dumay, Augustin (* 1949), französischer Violinist und Dirigent
- Dumay, Pierre (1928–2021), französischer Autorennfahrer
- Dumazer, Jean-Marie (1929–2019), französischer Automobilrennfahrer und Motorsportfunktionär

### Dumb
- Dumba, Konstantin (1856–1947), österreichischer Diplomat und Pazifist
- Dumba, Matt (* 1994), kanadischer Eishockeyspieler
- Dumba, Michael (1828–1894), Direktor der Österreichischen Nationalbank, griechischer Generalkonsul in Österreich
- Dumba, Nikolaus (1830–1900), österreichischer Unternehmer, Kunstmäzen und Politiker, LandtagsabgeordneterNikolaus Dumba (1830–1900)

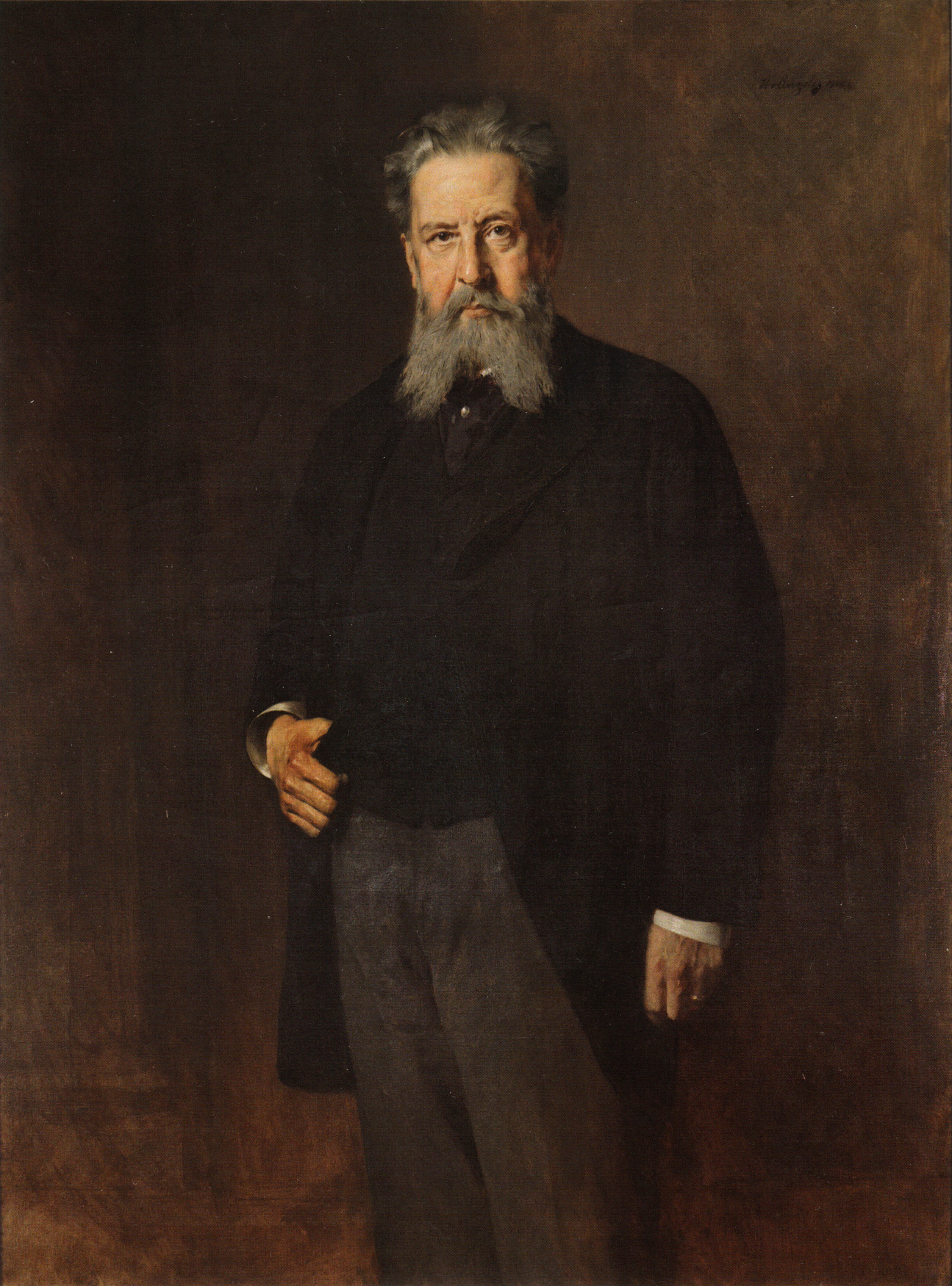
Nikolaus Dumba (1830–1900)

- Dumbadse, Nina (1919–1983), sowjetische Sportlerin
- Dumbadse, Nodar (1928–1984), georgischer Schriftsteller
- Dumbadse, Roman (1964–2012), georgischer Offizier
- Dumbadse, Witali (* 1991), georgischer Eishockeyspieler
- Dumbar, Gert (* 1940), niederländischer Grafikdesigner
- Dumbauskaitė, Ieva (* 1994), litauische Beachvolleyballspielerin
- Dumbeck, Franz Joseph (1791–1842), deutscher Historiker
- Dumbfoundead (* 1986), argentinisch-US-amerikanischer Rapper, Schauspieler und Synchronsprecher südkoreanischer Abstammung
- Dumbill, Thomas (1884–1974), britischer Geher
- Dumbleton, John, englischer Logiker, Naturphilosoph und Scholastiker
- Dumbrava, Algimantas (* 1958), litauischer Politiker
- Dumbrăvean, Corina (* 1984), rumänische Mittelstreckenläuferin
- Dumbreck, Peter (* 1973), britischer RennfahrerPeter Dumbreck (* 1973)

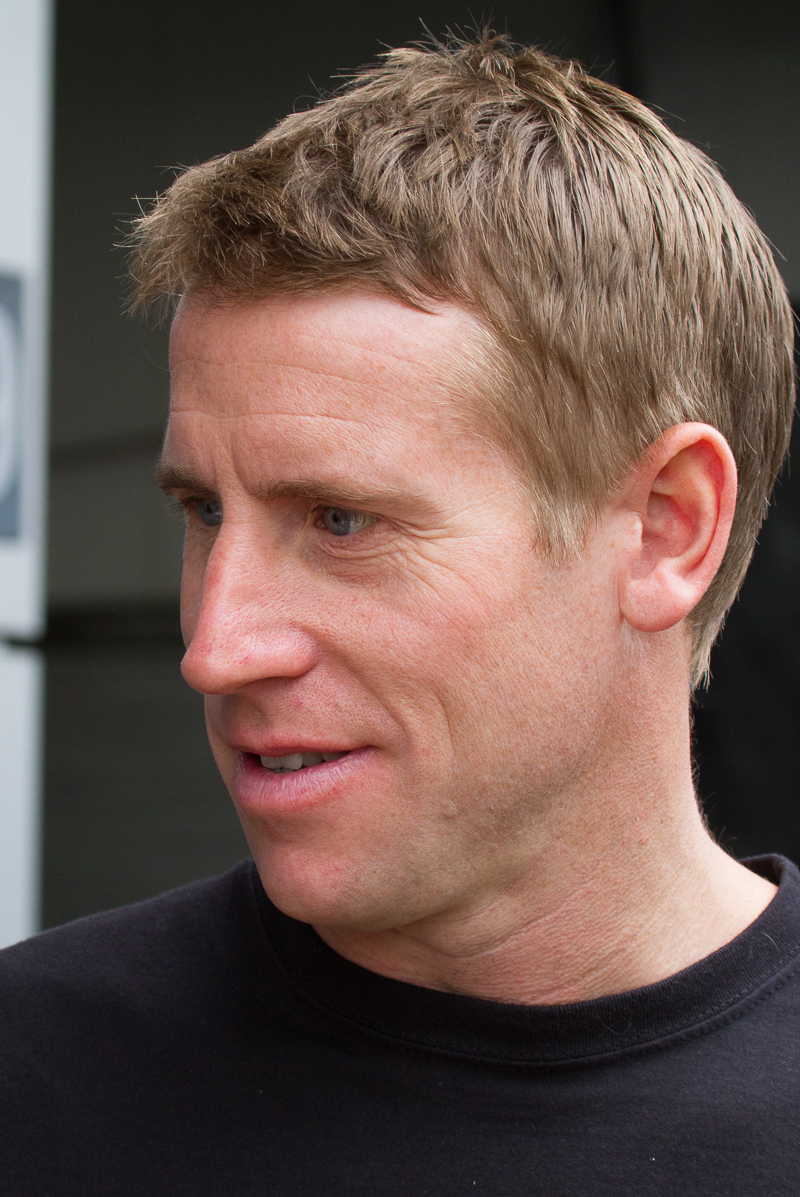
Peter Dumbreck (* 1973)

- Dumbrell, Scott (* 1961), australischer Bogenschütze
- Dumbrille, Douglass (1889–1974), kanadisch-amerikanischer Schauspieler
- Dumbrille, Erwin (1930–2013), US-amerikanischer Filmeditor
- Dumbris, Kaspars (* 1985), lettischer Biathlet
- Dumbsky, Ale, deutscher Musiker
- Dumbsky, Marlies (* 1985), deutsche Weinkönigin
- Dumbuya, Fasainey, gambischer Politiker
- Dumbuya, Mustapha (* 1987), sierra-leonischer Fußballspieler

### Dumc
- Dümchen, Rudolf (1920–2017), deutscher Politiker (CDU)
- Dumčius, Arimantas (* 1940), litauischer Arzt und Politiker
- Dumčius, Mindaugas (* 1995), litauischer Handballspieler
- Dumcke, Ernst (1887–1940), deutscher Schauspieler
- Dümcke, Jonathan (1991–2013), deutscher Schauspieler
- Dumcke, Paul (1859–1929), deutscher Wirtschaftsführer
- Dümcke, Wolfgang (* 1953), deutscher Filmproduzent, Autor und Regisseur

### Dume
- Dume, Henning (* 1979), deutscher Basketballspieler
- Dume, Petrit (1920–1975), albanischer kommunistischer Politiker und General
- Dumée, Jeanne († 1706), französische Astronomin und Autorin
- Dumek, Jan (* 1986), tschechischer Beachvolleyballspieler
- Dumelin, Arnold (1844–1905), Schweizer Kaufmann und Generalkonsul in Japan
- Duménil, Jean-Marc († 2023), französischer Jazzmusiker (Schlagzeug)
- Dumerc, Céline (* 1982), französische Basketballspielerin
- Dumerich, Paul (1527–1583), deutscher Lehrer, Philologe, Mathematiker und Hochschullehrer
- Duméril, André Marie Constant (1774–1860), französischer Zoologe, Professor der Anatomie, Physiologie und Pathologie
- Duméril, Auguste (1812–1870), französischer Zoologe
- Dumermuth, Marianne (* 1955), Schweizer Politikerin (SP)
- Dumermuth, Monika (* 1977), Schweizer Skirennläuferin
- Dumersan, Théophile Marion (1780–1849), französischer Theaterdichter, Lyriker, Librettist und Numismatiker
- Dumervil, Elvis (* 1984), US-amerikanischer American-Football-Spieler
- Dumesle, Hérard (1784–1858), haitianischer Politiker und Schriftsteller
- Dumesnil, Marie (1713–1803), französische Schauspielerin
- Dumesnil, Maurice (1884–1974), französischer Pianist
- Dumesnil, René (1879–1967), französischer Arzt, Literaturkritiker und Musikwissenschaftler
- Dumesnil, Robert (1905–1986), französischer Filmarchitekt
- Dumesny, Louis Gaulard († 1702), französischer Opernsänger der Stimmlage Tenor
- Dumestre, Emiliano (* 1987), uruguayischer Ruderer
- Dumestre, Vincent (* 1968), französischer Lautenist und Dirigent
- Dumet, Johanna (* 1991), französische Künstlerin
- Dumez, Sébastien (* 1974), französischer Autorennfahrer
- Dumézil, Georges (1898–1986), französischer Religionswissenschaftler
- Dumezweni, Noma (* 1969), britische SchauspielerinNoma Dumezweni (* 1969)

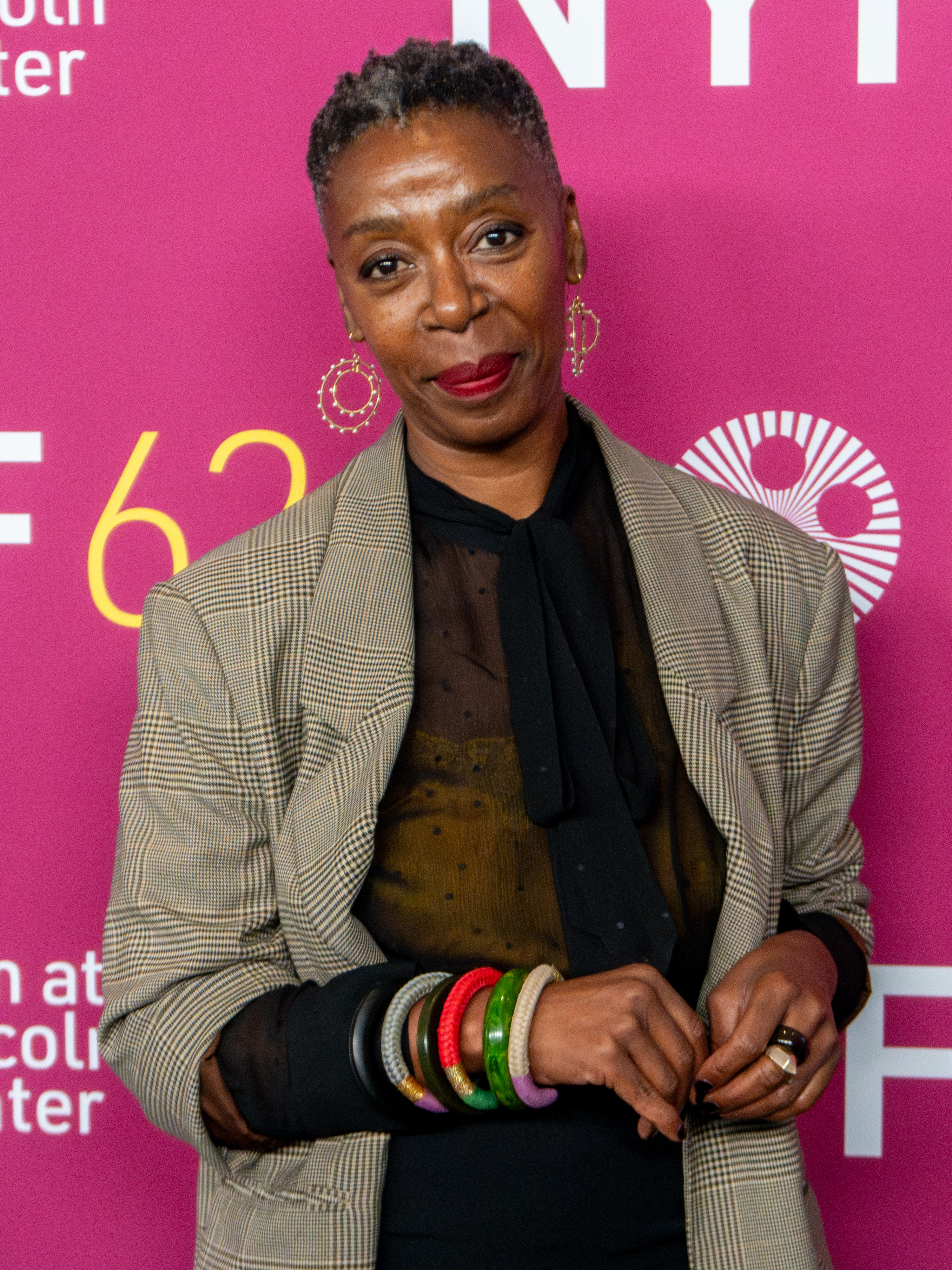
Noma Dumezweni (* 1969)

### Dumf
- Dumfart, Manuela, österreichische Opernsängerin (Sopran)
- Dumfries, Denzel (* 1996), niederländischer FußballspielerDenzel Dumfries (* 1996)

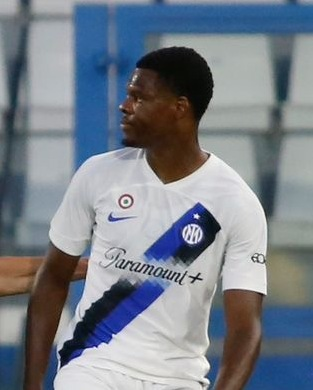
Denzel Dumfries (* 1996)

- Dumfries, Johnny (1958–2021), britischer Formel-1-Rennfahrer

### Dumg
- Dümge, Karl Georg (1772–1845), deutscher Historiker, Diplomatiker und Archivrat

### Dumi
- Đumić, Dario (* 1992), bosnisch-dänischer Fußballspieler
- Đumić, Mirko (* 1999), serbischer Eishockeyspieler
- Dümichen, Johannes (1833–1894), deutscher Ägyptologe
- Dumini, Amerigo (1894–1967), italienischer Faschist, Mörder von Giacomo Matteotti
- Duminică, Petre (1923–1997), rumänischer Politiker (PCR) und Botschafter
- Duminicel, Adrian (* 1980), rumänischer Bobsportler
- Duminicel, Ion (* 1954), rumänischer Bobsportler
- Duminil-Copin, Hugo (* 1985), französischer Mathematiker
- Dumisani, Ras (* 1973), südafrikanischer Reggae-Musiker
- Dumitrache, Cosmin (* 1994), rumänischer Hürdenläufer
- Dumitrache, Florea (1948–2007), rumänischer Fußballspieler
- Dumitrache, Gheorghe (* 1923), rumänischer Politiker (PCR) und Botschafter
- Dumitrache, Ioan (1889–1977), rumänischer General, Ritterkreuzträger
- Dumitrache, Maria (* 1977), rumänische Ruderin
- Dumitrache, Marius (* 1989), rumänischer Hochspringer
- Dumitraș, Anatol (1955–2016), moldauischer Schlagersänger
- Dumitraș, Andrei (* 1988), rumänischer Fußballspieler
- Dumitrașcu, Mihai (* 1970), rumänischer Bobsportler
- Dumitresco, Natalia (1915–1997), rumänisch-französische Malerin
- Dumitrescu, Constantin (* 1931), rumänischer Boxer
- Dumitrescu, Constantin (* 1934), rumänischer Radsportler
- Dumitrescu, Constantin Ticu (1928–2008), rumänischer Politiker
- Dumitrescu, Cristian (* 1955), rumänischer Politiker und MdEP für Rumänien
- Dumitrescu, Daniel (* 1968), rumänischer Boxer
- Dumitrescu, Florea (1927–2018), rumänischer Politiker (PCR)
- Dumitrescu, Gheorghe (1914–1996), rumänischer Komponist
- Dumitrescu, Iancu (* 1944), rumänischer Komponist
- Dumitrescu, Ilie (* 1969), rumänischer Fußballspieler und -trainer
- Dumitrescu, Ion (1913–1996), rumänischer Komponist
- Dumitrescu, Ion (1925–1999), rumänischer Sportschütze
- Dumitrescu, Liana (1973–2011), rumänische Politikerin
- Dumitrescu, Nicolae (1921–1999), rumänischer Fußballspieler und -trainer
- Dumitrescu, Petre (1882–1950), rumänischer GeneralPetre Dumitrescu (1882–1950)

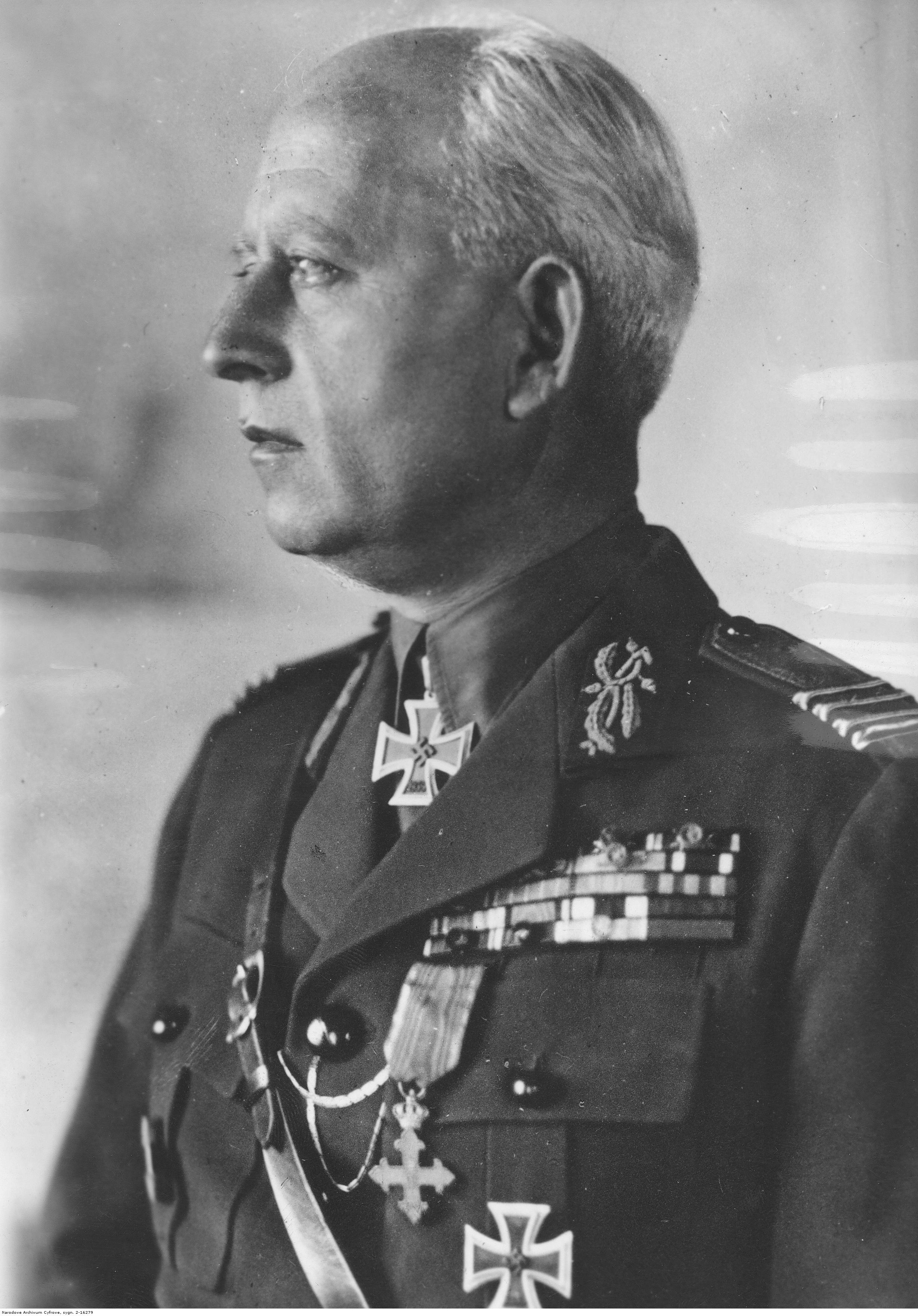
Petre Dumitrescu (1882–1950)

- Dumitrescu, Rareș (* 1983), rumänischer Säbelfechter
- Dumitrescu, Roman (* 1981), deutscher Wissenschaftler und Hochschullehrer
- Dumitrescu, Roxana (* 1967), rumänische Florettfechterin
- Dumitrescu, Sorin (* 1982), rumänischer Bodybuilder
- Dumitrescu, Tudor (1957–1977), rumänischer Pianist und Komponist
- Dumitrescu, Victorița (1935–2009), rumänische Handballspielerin
- Dumitriu, Adrian, rumänischer Politiker (PCR) und Richter
- Dumitriu, Dumitru (* 1945), rumänischer Fußballspieler und -trainer
- Dumitriu, Ioana (* 1976), rumänisch-US-amerikanische Mathematikerin
- Dumitriu, Petru (1924–2002), rumänischer Schriftsteller
- Dumitru, Alexe (1935–1971), rumänischer Kanute
- Dumitru, Alina Alexandra (* 1982), rumänische Judoka
- Dumitru, Constantin (1935–1996), rumänischer Opernsänger (Bass/Bassbariton)
- Dumitru, Daniela (* 1987), rumänische Eisschnellläuferin
- Dumitru, Florentin (* 1977), rumänischer Fußballspieler
- Dumitru, Ion (* 1950), rumänischer Fußballspieler und -trainer
- Dumitru, Kathrin (* 1980), deutsche Schwimmerin und Olympiateilnehmerin
- Dumitru, Kristina (* 1989), deutsche Schauspielerin und Sängerin
- Dumitru, Marc (* 1986), deutscher Schauspieler, Moderator und SängerMarc Dumitru (* 1986)

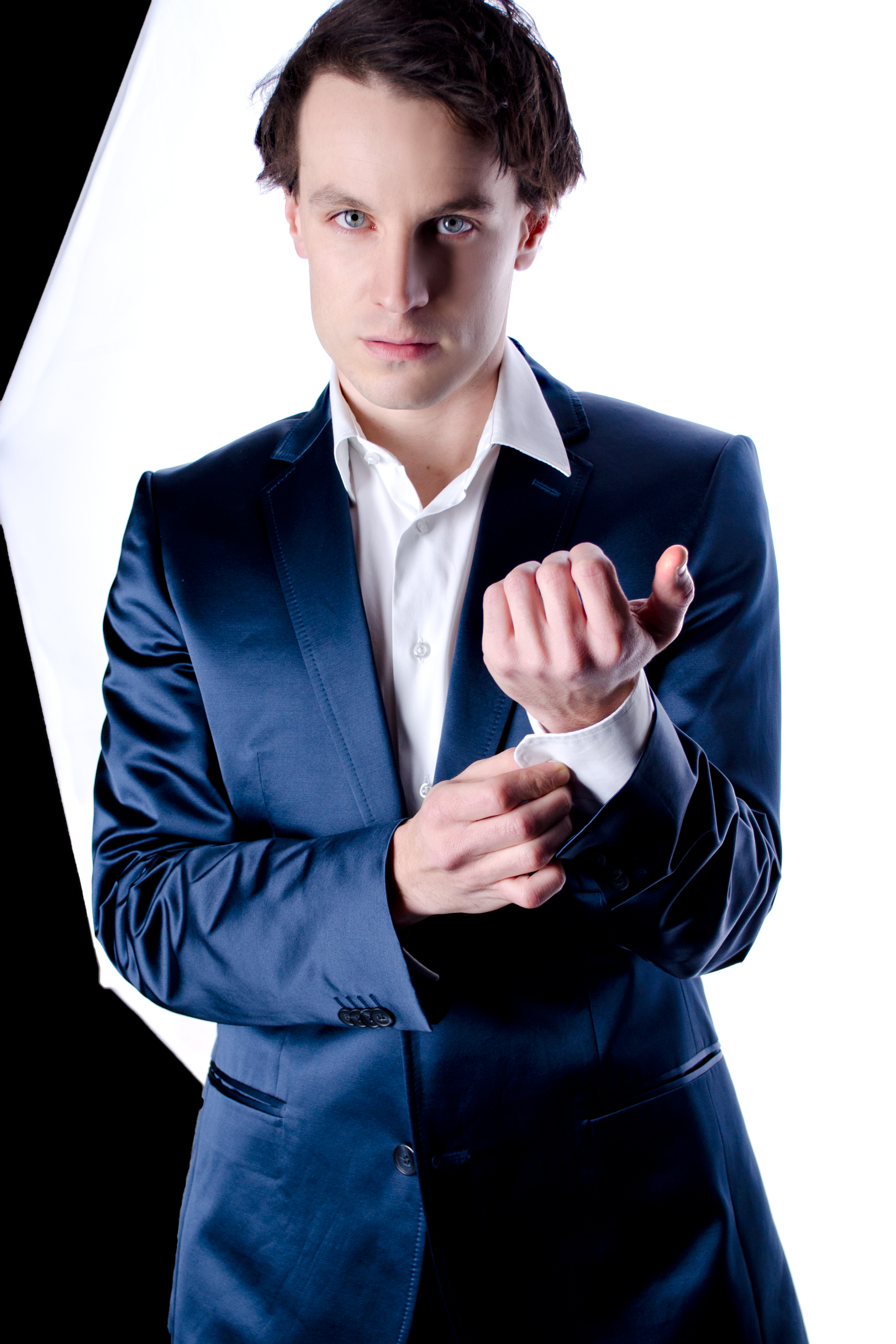
Marc Dumitru (* 1986)

- Dumitru, Marian (* 1960), rumänischer Handballspieler
- Dumitru, Nicolae (1928–2005), rumänischer Fußballspieler und -trainer
- Dumitru, Nicolao (* 1991), italienischer Fußballspieler
- Dumitru, Petre (* 1957), rumänischer Gewichtheber
- Dumitru, Viorica (* 1946), rumänische Kanutin

### Dumk
- Dumke, Horst (* 1914), deutscher Ministerialbeamter
- Dumke, Horst (* 1925), deutscher Fußballspieler
- Dumke, Manfred, deutscher Frührentner und ehemaliger TV-Kommentator
- Dumke, Otto (1887–1913), deutscher Fußballspieler
- Dumke, Rolf Horst (1941–2020), deutscher Historiker

### Duml
- Dümler, Wolfgang Jacob (1610–1676), deutscher evangelisch-lutherischer Geistlicher und Autor
- Dümling, Albrecht (* 1949), deutscher Musikwissenschaftler und -kritiker
- Dumlose-Meister, Bildhauer
- Dumlupınar, Cüneyt (* 1980), türkischer Fußballspieler und -trainer

### Dumm
- Dumm, Anton (1937–2024), deutscher Zuhälter im Kölner Rotlichtmilieu
- Dümmatzen, Rudolf Christian (1835–1907), deutscher Weinhändler und Politiker, MdHB
- Dümmel, Arnulf, deutscher Handballspieler und -trainer
- Dummel, Johann († 1873), badisch-salzburgischer Orgel- und Klavierbauer
- Dümmel, Karsten (* 1960), deutscher Schriftsteller und Bürgerrechtler
- Dümmel, Moritz (* 1999), deutscher Künstler
- Dümmel, Ralf (* 1966), deutscher UnternehmerRalf Dümmel (* 1966)

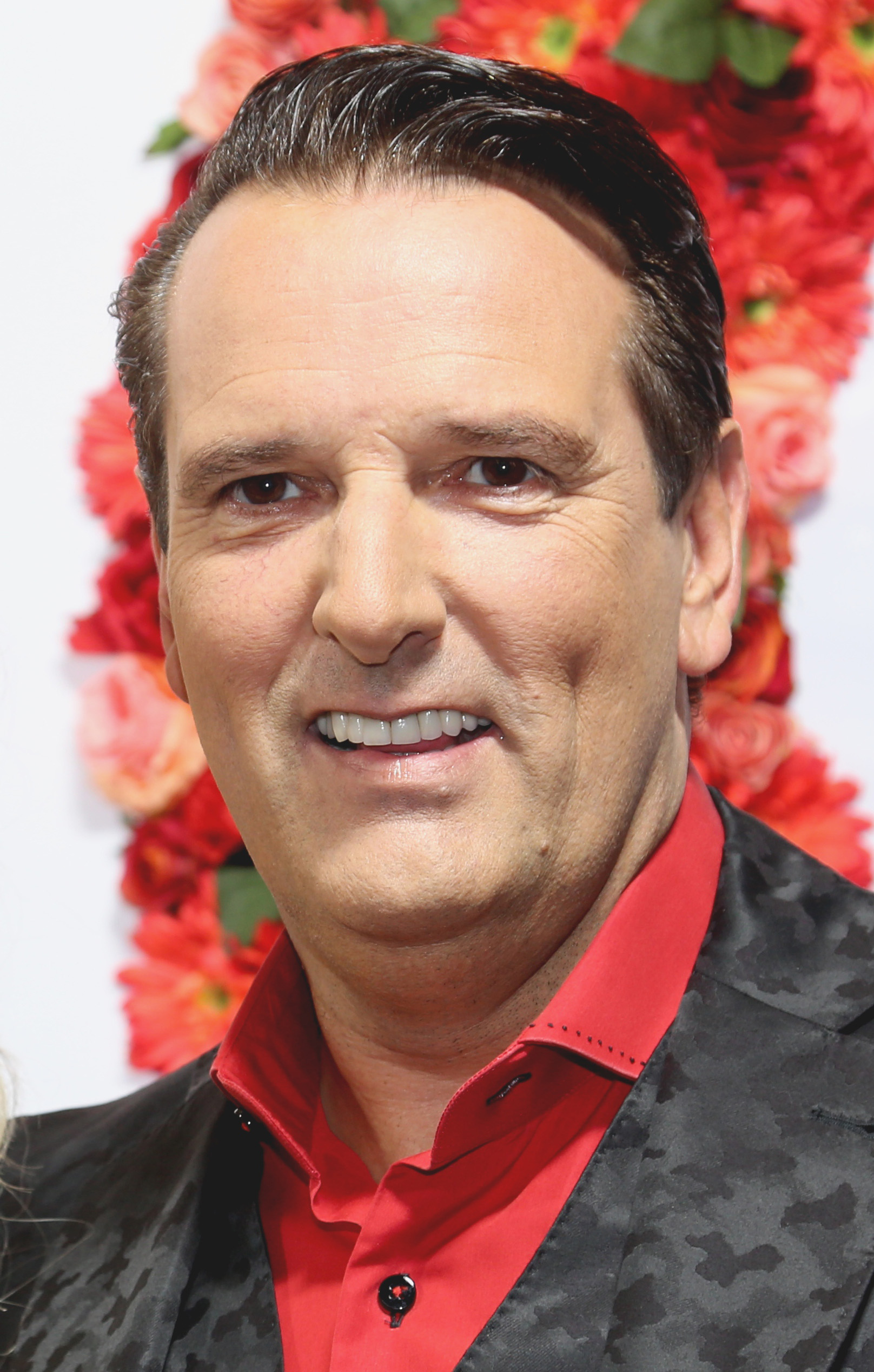
Ralf Dümmel (* 1966)

- Dummer, Erich (1889–1929), deutscher Maler
- Dummer, Geoffrey (1909–2002), britischer Elektronikingenieur
- Dummer, John (* 1944), britischer Bluesrock-Schlagzeuger
- Dummer, Jürgen (1935–2011), deutscher Klassischer Philologe
- Dummer, Karl-Otto (1932–2009), deutscher Seemann und Autor
- Dümmer, Richard Arnold (1887–1922), südafrikanischer Botaniker
- Dummer, William (1677–1761), Gouverneur und Vizegouverneur der Province of Massachusetts Bay
- Dummer, Wolfgang (* 1947), deutscher Fußballspieler
- Dummernix, Gerhard (1930–2019), deutscher Turner
- Dummert, Gerhard (* 1967), deutscher Radrennfahrer
- Dummerth, Frank (1871–1936), US-amerikanischer Ruderer
- Dummett, Michael (1925–2011), britischer Philosoph und Logiker
- Dummett, Paul (* 1991), walisischer Fußballspieler
- Dummler, Dieter (1933–2020), deutscher Arzt, Münzsammler und Numismatiker
- Dümmler, Ernst Ludwig (1830–1902), deutscher Historiker
- Dümmler, Ferdinand (1777–1846), deutscher Buchhändler und Verleger
- Dümmler, Georg Ferdinand (1859–1896), deutscher Klassischer Philologe und Archäologe
- Dümmler, Hans (1901–1988), deutscher Wirtschaftsjurist
- Dummler, Karl (1921–2010), deutscher Jurist im Kirchendienst
- Dümmler, Wilhelm (1867–1947), deutscher Kommunalpolitiker (NSDAP)

### Dumn
- Dumnacus, Häuptling der Andecaven
- Dumno, Hilko (* 1971), deutscher Pianist
- Dumnorix († 54 v. Chr.), gallischer Stammesführer
- Dumnowa, Jelena Dmitrijewna (* 1970), russische Biathletin

### Dumo
- Dumon-Dumortier, Augustin (1791–1852), belgischer Politiker und Senatspräsident
- Dumonceau, Leone Baptiste (1760–1821), niederländischer Militär
- Dumonceau, Leopold (1825–1893), niederländischer Porträt-, Historien- und Genremaler der Düsseldorfer Schule
- Dumoncel, Rémy (1888–1945), französischer Bürgermeister und Opfer des Nationalsozialismus
- Dumond, Alexandre, kanadischer Biathlet
- Dumond, Dwight L. (1895–1976), amerikanischer Historiker und Schriftsteller
- DuMond, Frank Vincent (1865–1951), US-amerikanischer Maler, Illustrator und Kunstlehrer
- DuMond, Hayley (* 1974), US-amerikanische Schauspielerin
- DuMond, Helen Savier (1872–1968), amerikanische Malerin
- DuMond, Jesse (1892–1976), US-amerikanischer Physiker
- Dumont de Sainte Croix, Charles (1758–1830), französischer Jurist und Amateur-Ornithologe
- Dumont du Voitel, Rudolf (1916–2011), deutscher Journalist
- Dumont d’Urville, Jules (1790–1842), französischer Seefahrer und PolarforscherJules Dumont d’Urville (1790–1842)

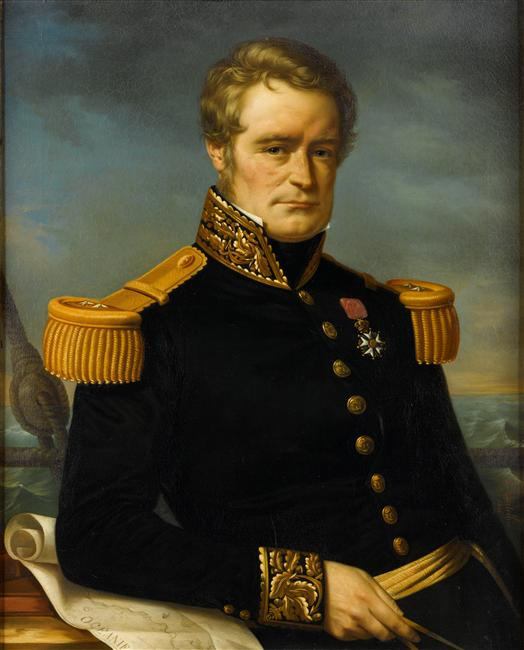
Jules Dumont d’Urville (1790–1842)

- DuMont Schütte, Christian (* 1957), deutscher Verleger
- Dumont, Albert (1842–1884), französischer Historiker und Archäologe
- Dumont, Alexis (1819–1885), deutscher Jurist, Mainzer Bürgermeister
- Dumont, Alfred (1828–1894), Schweizer Landschafts- und Genremaler der Düsseldorfer Schule
- DuMont, Allen B. (1901–1965), US-amerikanischer Elektrotechniker
- Dumont, André (1847–1920), belgischer Geologe und Bergbauunternehmer
- Dumont, André (1903–1994), französischer Radrennfahrer
- Dumont, André Hubert (1809–1857), belgischer Geologe
- Dumont, Auguste (1816–1885), französischer Journalist und Zeitungsherausgeber
- Dumont, Augustin-Alexandre (1801–1884), französischer Bildhauer
- Dumont, Bruno (* 1958), französischer Regisseur
- Dumont, Casey (* 1992), australisch-französische Fußballspielerin
- Dumont, Cédric (1916–2007), Schweizer Komponist, Dirigent und Autor
- Dumont, Christian (1963–2021), französischer Biathlet
- Dumont, Clément (* 1993), französischer Biathlet
- Dumont, Daniel (* 1969), deutscher Entwickler von Computerspielen
- Dumont, Duke (* 1982), britischer DJ und Musikproduzent
- Dumont, Ebenezer (1814–1871), US-amerikanischer Politiker
- Dumont, Emma (* 1994), US-amerikanische Schauspielerin und Balletttänzerin sowie ModelEmma Dumont (* 1994)

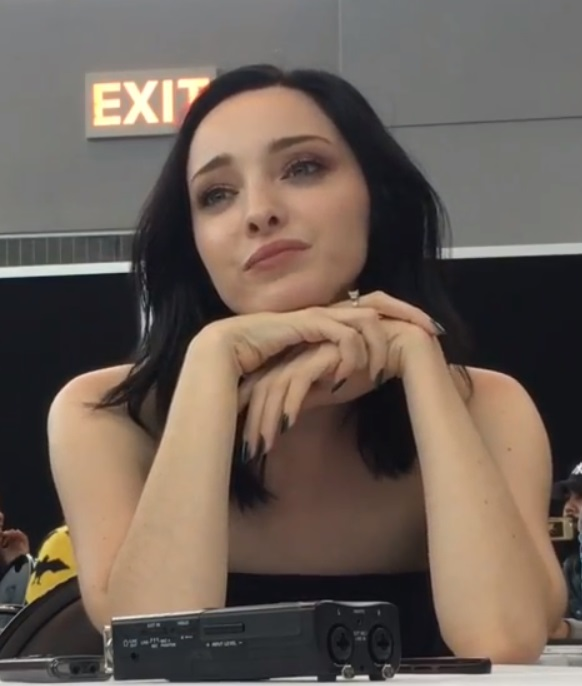
Emma Dumont (* 1994)

- Dumont, Étienne (1759–1829), Schweizer Jurist und Politiker
- Dumont, Eugen (1877–1957), deutscher Schauspieler
- Dumont, Fernand (1906–1945), belgischer Schriftsteller französischer Sprache
- Dumont, François (1688–1726), französischer Bildhauer des Barock
- Dumont, François (1751–1831), französischer Miniaturmaler und Hofmaler
- Dumont, Franz (1945–2012), deutscher Historiker
- Dumont, Fritz (* 1878), deutscher Rechtsanwalt und Senator für Justiz der Freien Stadt Danzig
- Dumont, Gabriel (1837–1906), Führer der Métis in Kanada
- Dumont, Gabriel (* 1990), kanadischer Eishockeyspieler
- Dumont, Gabriel Pierre Martin (1720–1791), französischer Architekt und Radierer
- Dumont, Gaston (1932–1978), luxemburgischer Radrennfahrer
- Dumont, Guylaine (* 1967), kanadische Volleyball- und Beachvolleyballspielerin
- Dumont, Henri (1610–1684), wallonischer Komponist des Barock
- Dumont, Henri Julien (1859–1921), französischer Maler und Grafiker
- Dumont, Hervé (* 1943), Schweizer Filmhistoriker
- Dumont, Ivy (* 1930), bahamaische Politikerin, Generalgouverneurin der Bahamas
- Dumont, Jean-Pierre (* 1978), kanadischer Eishockeyspieler
- DuMont, Joseph (1811–1861), deutscher Verleger und Herausgeber
- Dumont, Joseph-Léon (1884–1945), belgischer römisch-katholischer Geistlicher und Märtyrer
- Dumont, Laurence (* 1958), französische Politikerin, Mitglied der Nationalversammlung
- Dumont, Léon (1837–1877), französischer Psychologe und Philosoph
- Dumont, Louis (1911–1998), französischer Anthropologe
- Dumont, Louise (1862–1932), deutsche Schauspielerin und Theaterleiterin
- Dumont, Lucas (* 1997), deutscher Eishockeyspieler
- DuMont, Marcus (1784–1831), deutscher VerlegerMarcus DuMont (1784–1831)

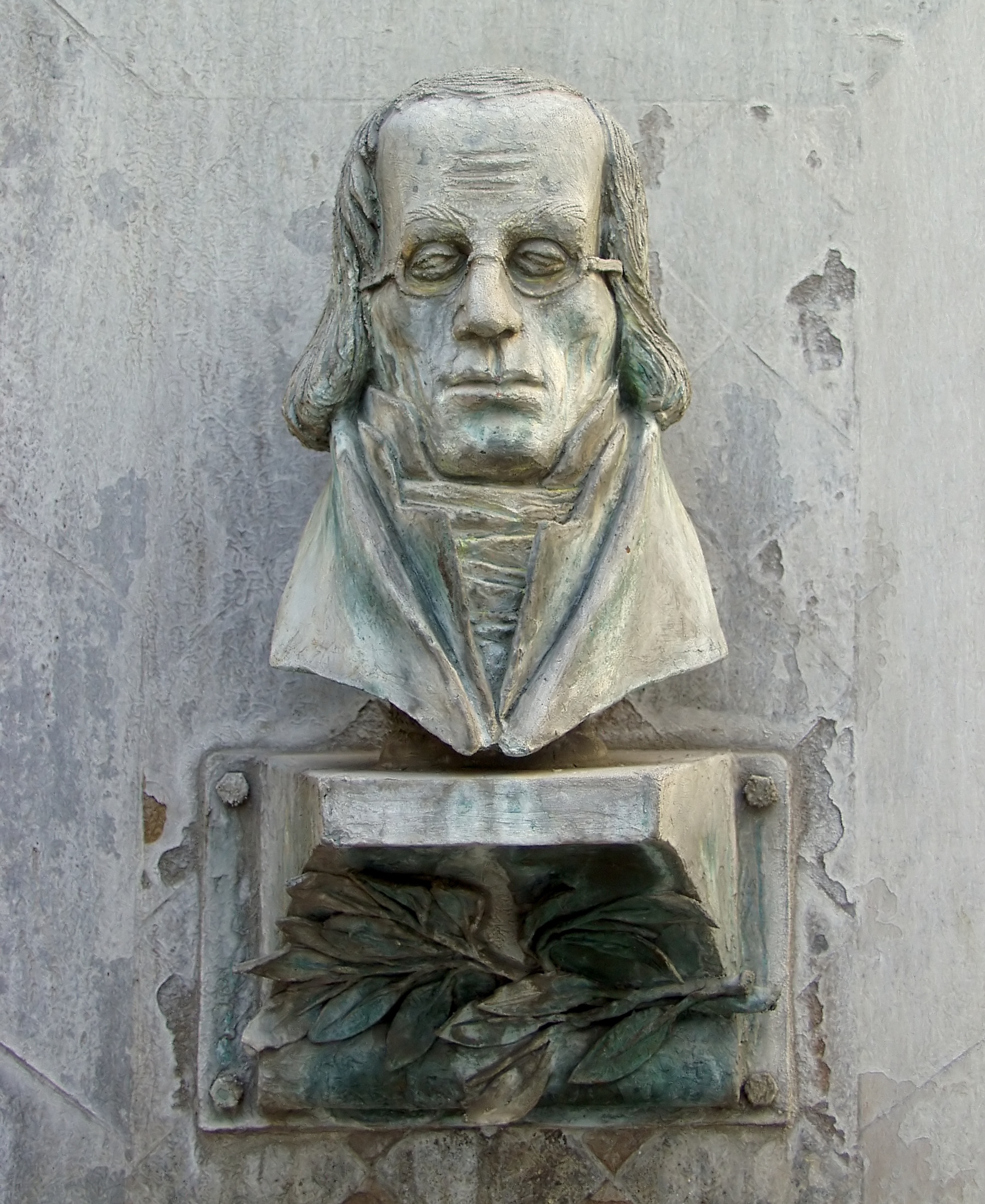
Marcus DuMont (1784–1831)

- Dumont, Margaret (1882–1965), US-amerikanische Schauspielerin
- Dumont, Marie-Jeanne (* 1955), französische Architekturhistorikerin
- Dumont, Maurice, französischer Autorennfahrer
- Dumont, Mireille (1901–1990), französische Politikerin
- Dumont, Nicolas (1973–2025), französischer Straßenradrennfahrer
- Dumont, Nicolas, französischer Pokerspieler
- DuMont, Nikolaus (1743–1816), Kölner Politiker, letzter gewählter Bürgermeister der Freien Reichsstadt Köln
- Dumont, Pierre (1884–1936), französischer Maler
- Dumont, Rena (* 1969), deutsche Schauspielerin
- Dumont, René (1904–2001), französischer Agraringenieur und Soziologe
- Dumont, René (* 1966), deutscher Schauspieler
- Dumont, Sarah (* 1990), US-amerikanische Schauspielerin und Model
- Dumont, Simon (* 1986), US-amerikanischer Freeski-Fahrer
- Dumont, Stéphanie (* 1968), französische Eisschnellläuferin
- Dumont, W. Yvon (* 1951), kanadischer Politiker, Vizegouverneur von Manitoba
- Dumont-Suvanny, Julie (1840–1872), österreichische Opernsängerin (Sopran)
- Dumontet de Cardaillac, Florent (1749–1794), französischer römisch-katholischer Priester und Märtyrer
- Dumontois, Robert (1941–2022), französischer Ruderer
- Dumornay, Melchie (* 2003), haitianische Fußballspielerin
- Dumortier, Barthélemy Charles Joseph (1797–1878), belgischer Botaniker und Mitglied der Deputiertenkammer
- Dumortier, François-Xavier (* 1948), französischer Ordensgeistlicher, katholischer Theologe
- Dumortier, Isidore Marie Joseph (1869–1940), römisch-katholischer Bischof und apostolischer Vikar von Saigon
- Dumouchel, Albert (1916–1971), kanadischer Grafiker, Maler, Fotograf, Musiker und Kunstpädagoge
- Dumouchel, Paul (1911–2000), kanadischer Ordensgeistlicher, römisch-katholischer Erzbischof von Keewatin-Le Pas
- Dumoulin, Brian (* 1991), US-amerikanischer Eishockeyspieler
- Dumoulin, Charles (1500–1566), französischer Rechtsgelehrter
- Dumoulin, Cyril (* 1984), französischer Handballtorwart
- Dumoulin, Franck (* 1972), französischer Sportschütze
- Dumoulin, Heinrich (1905–1995), deutscher katholischer Theologe
- Dumoulin, Jozef (* 1975), belgischer Jazzpianist
- Dumoulin, Michel (* 1950), belgischer Historiker
- Dumoulin, Samuel (* 1980), französischer Radrennfahrer
- Dumoulin, Tom (* 1990), niederländischer RadrennfahrerTom Dumoulin (* 1990)

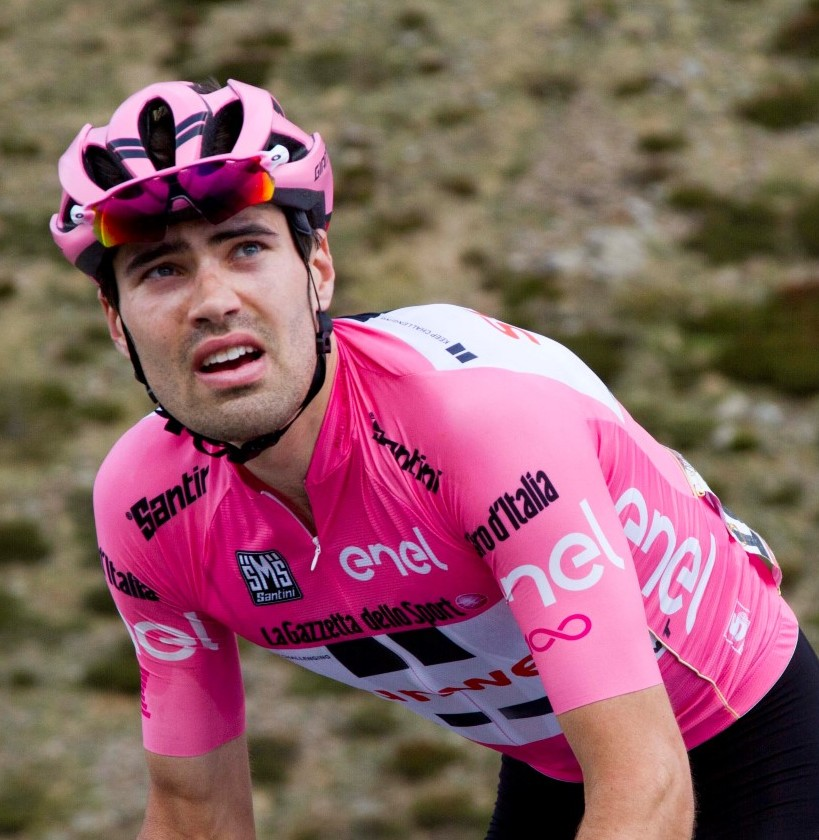
Tom Dumoulin (* 1990)

- Dumouriez, Charles-François (1739–1823), französischer General

### Dump
- Dumpe, Arta (* 1933), sowjetisch-lettische Bildhauerin
- Dümpe-Krüger, Jutta (* 1962), deutsche Politikerin (Bündnis 90/Die Grünen), MdB
- Dümpelmann, Sonja (* 1972), deutsche Landschaftsarchitektin
- Dumpert, Heinrich (* 1966), deutscher Fußballspieler

### Dumr
- Dumrath, Hermann (1818–1906), deutscher Verwaltungsjurist und Politiker, MdA Preußen
- Dumrath, Hermann Karl (1854–1922), deutscher Verwaltungsjurist und Politiker, MdA Preußen
- Dumrath, Ulrich (1851–1921), deutscher Verwaltungsjurist und Politiker, MdA Preußen
- Dumrath, Willy (1888–1969), deutscher Heimatforscher
- Dumrauf, Andreas (1888–1955), deutscher Ringer
- Dumreicher, Armand von (1845–1908), österreichischer Politiker und Schulreformer
- Dumreicher, Carl Otto (1799–1875), deutscher Verwaltungsbeamter und Richter
- Dumreicher, Daniel (1791–1848), deutscher Kaufmann und Mäzen
- Dumreicher, Johann von (1815–1880), österreichischer Chirurg
- Dumreicher, Karl August Gustav (1842–1920), deutscher Jurist und Reichsgerichtsrat
- Dumreicher, Oscar von (1857–1897), österreichischer Chemiker
- Dumreicher-Ivanceanu, Alexander (* 1971), österreichischer Filmproduzent

### Dums
- Dums, Stefanie (1974–2020), deutsche Fußballspielerin
- Dumstorp, Franz von (1485–1583), deutscher Ordensritter und Komtur
- Dumstrey, Wilhelm (1899–1990), deutscher Pädagoge und Politiker

### Dumt
- Dumtschew, Juri Eduardowitsch (1958–2016), sowjetischer Diskuswerfer und sowjetischer und russischer Schauspieler

### Dumu
- Dumur, Jean (1930–1986), Schweizer Journalist